# 厦门轨道交通6号线
厦门轨道交通6号线是中华人民共和国福建省厦门市和漳州市正在建设中的一条城市轨道交通线路。6号线始于漳州市龙海区角美镇龙江明珠站，穿过厦门市海沧区后进入集美区华侨大学站，沿集美大道、乐海路东沿后终于凤林站。线路全长32.9千米，其中龙江明珠站——一农站9.8千米，一农站—华侨大学站段18.8千米，华侨大学站——凤林站约4.3千米。车辆编组采用4节B型车，远期计划采用6节B型车。
厦门轨道交通6号线走向规划最早出现在《厦门市城市轨道交通第二期建设规划（2016-2022年）》中，在2016年获得国家发展和改革委员会批复；次年厦门地铁6号线延伸到角美获国家发改委批准。2019年，厦门地铁6号线角美段和林埭西站—华侨大学站段工程建设相继通过批复，并在年底宣布开工。2022年，林华段完成洞通并开始铺轨作业，华滨段开始建设。同年公布的《厦门市城市轨道交通线网规划（2020-2035 年）》草案中，原6号线进入同安的构想拆解为9号线一期工程，该段为已经开始施工的6号线嘉庚体育馆-同翔高新城区间。次年，6号线漳州（角美）延伸段全线洞通并开始铺轨作业。

## 线路走向

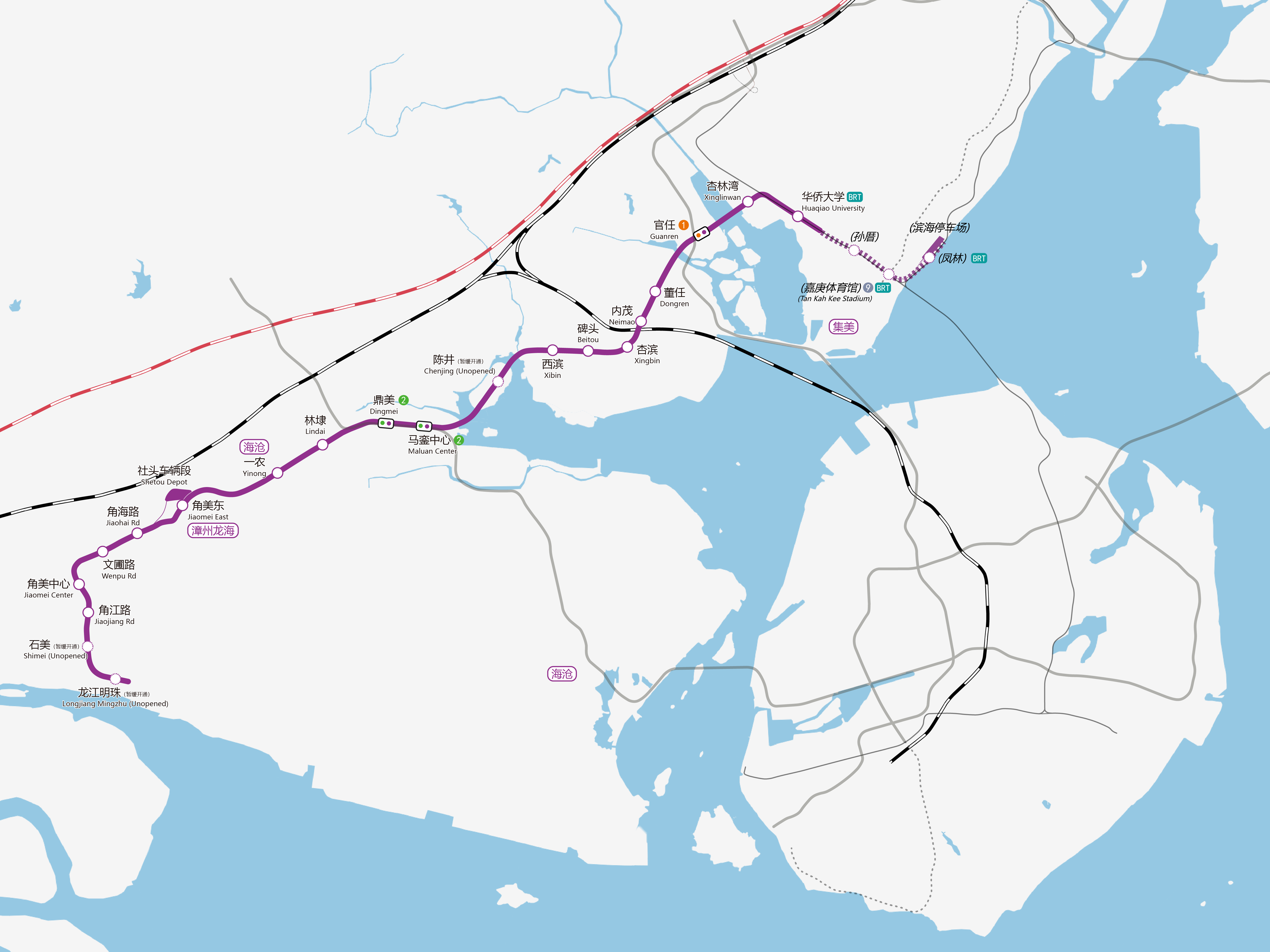
厦门地铁6号线实际走向图，含一农—华侨大学段、角美延伸线和华侨大学—凤林段

厦门轨道交通6号线厦门段一期工程分为一农—华侨大学、华侨大学—凤林、嘉庚体育馆-寨阳三个区间，其中嘉庚体育馆-寨阳段亦为厦门轨道交通9号线一期工程。一农—华侨大学段西起海沧，沿东孚西路、东孚南路、杏林西路、杏林北路、杏林湾路、集美大道敷设，区间长18.8公里，设13座地下车站；华侨大学—凤林段沿集美大道、乐海路往南敷设，设3座地下车站，区间长约4.3公里。嘉庚体育馆-寨阳段从华滨段的站点嘉庚体育馆站出发，沿未来科技城、同安西湖片区、同安老城敷设，止于寨阳。
厦门轨道交通6号线漳州（角美）延伸段线路起于漳州台商投资区角美龙江明珠站，止于6号线厦门段一农站。6号线漳州（角美）延伸段沿会展南路、角美大道进入花田美事公园，后转翁角路、龙江东路并在东孚西路进入厦门境内，期间下穿鹰厦铁路海沧支线、厦漳同城大道高架桥及厦蓉高速。线路全长9.8公里，其中漳州境内8.2公里，厦门境内约1.6公里。

## 历史
注：本章节使用车站名称以对应来源为准，对应车站的正式名称在#站名沿革一节查询。

### 规划

厦门轨道交通6号线2019年12月工程正式开工时，龙江明珠—华侨大学区间按整体二期规划调整稿的线路施工

2015年9月17日，厦门地铁发布的环境影响评价公众意见征询稿中出现了厦门轨道交通6号线，这是该线路第一次向公众披露。6号线一期工程走向被设置为林埭至影视城站，并预留往漳州角美方向延伸的条件。该规划后进入《厦门市城市轨道交通第二期建设规划（2016-2022年）》中，在2016年10月8日获国家发展和改革委员会批准，进入实施阶段。包含6号线漳州（角美）延伸段的批复文件《关于依托厦漳泉城际线网同步实施厦门轨道交通6号线一期工程和漳州角美段的复函》，则在2017年8月被国家发展和改革委员会公开。
2017年4月10日，厦门地铁进行6号线一期工程厦门段环评第二次公示，此次公示调整了部分站点名称，相比批复的规划新增了几个站点，其中终点站改为新店仔站。是次变更纳入当年公布的厦门市城市轨道交通第二期建设规划的调整稿中，并成为2019年12月工程正式开工时规划，此时漳州（角美）延伸段线路车站数量相比2018年时的规划保持不变。按照该调整稿，厦门轨道交通6号线未来将会拆分出9号线，拆解发生在西柯站至同安新城站之间。按照调整稿拆分后的6号线将向东延伸进翔安区，设有下李、舫阳北路等站。
2022年8月，厦门市自然资源和规划局公示了《厦门市城市轨道交通线网规划（2020-2035 年）》的草案，向公众征求意见。在该草案中，6号线嘉庚体育馆-同翔高新城区间划入9号线，6号线后续将从滨海西大道站向翔安区敷设，最终到达翔安区与泉州南安市的交界处，与第二期建设规划调整稿的拆解方案并不相同。该草案在12月1日获得厦门市政府批复。

### 厦门段一期工程

#### 林华区间
厦门市发展和改革委员会于2019年12月2日批复了6号线林埭西至华侨大学段的工程可行性研究报告，工程计划开工日期为2019年12月31日。不过作为控制性工程的马銮湾片区工程，在批复前的2016年12月30日便开始了施工。该区段涉及马銮西站-西滨路口站区间，区段中鼎美、马銮中心二站亦作为2号线二期工程的一部分。
2020年3月27日和5月12日，6号线内茂和董任两站进入围挡施工阶段。12月15日，“成功号”盾构机在位于马銮湾新城西端的林埭西站始发，6号线轨道交通工程正式进入区间隧道盾构施工阶段。此时6号线马銮湾片区段已完成洞通。2021年4月14日，地铁6号线林埭西至林埭区间提前30天盾构区间贯通。
2022年4月，6号线集美创业园站至华侨大学站区间，在区间涉及跨线桥桩基替换工作完成后双线贯通。至此林华段盾构掘进累计完成8个站点区间，占比约85%。7月20日，6号线林华段铺轨作业开始，设置林埭西、杏林西、华侨大学等3个铺轨基地。不久后董任站至官任站区间实现双线贯通，这是6号线施工中首次穿过正在运营的厦门地铁车站。8月11日，6号线林华段13个车站全面封顶。12月29日，随着官任站至集美创业园站区间正式完成盾构掘进作业，6号线林华段全线洞通。2023年4月20日，在铺轨作业完成75%的情况下，林华区间在林埭西站开始了长焊钢轨作业。

#### 华滨区间

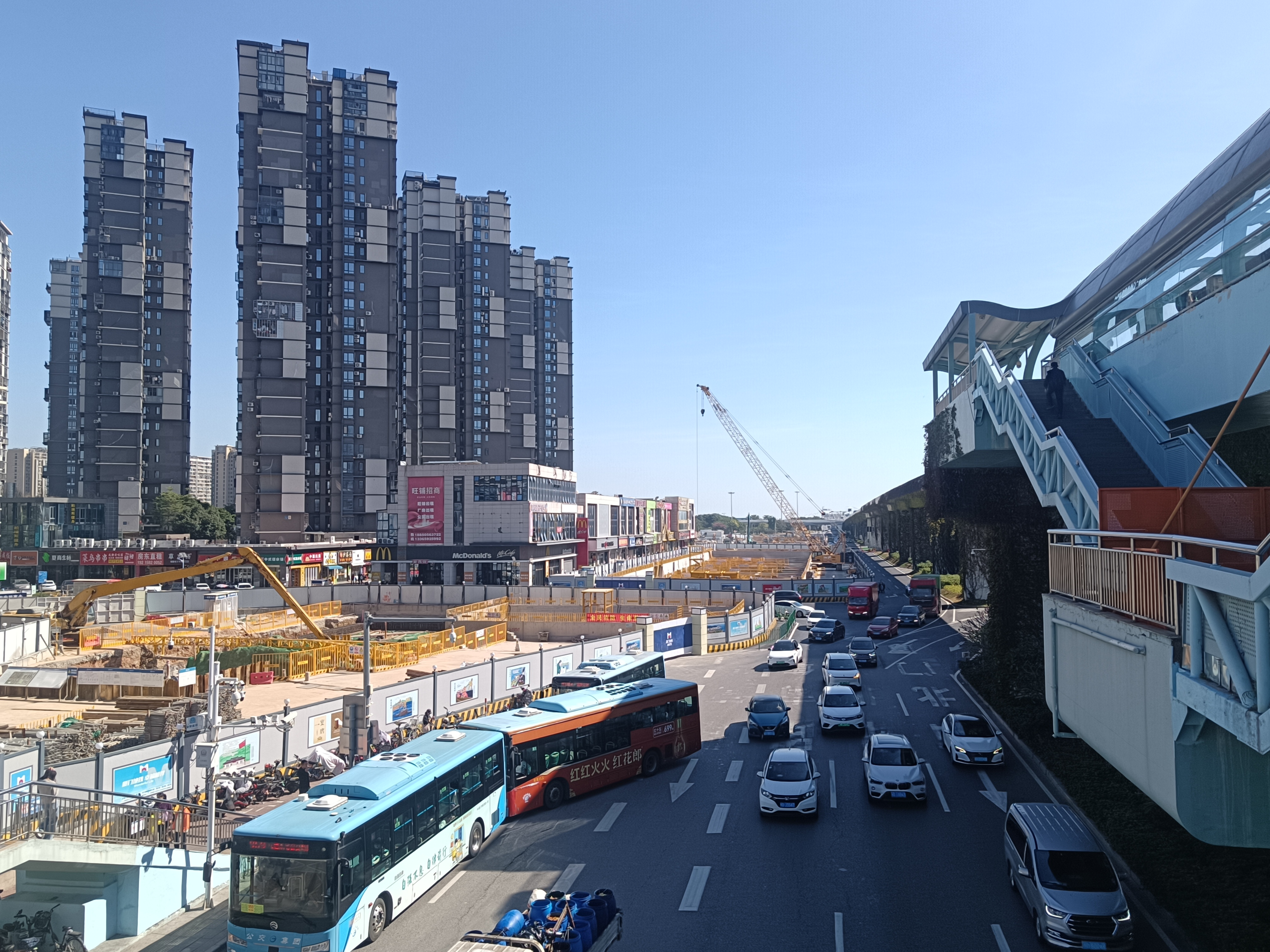
2024年的嘉庚体育馆站工地

2022年3月22日，厦门市发改委公布《厦门市发展和改革委员会关于厦门市轨道交通6号线集美至同安段工程可行性研究报告的批复》，同意建设厦门轨道交通6号线华侨大学—滨海西大道段和嘉庚体育馆-同翔高新城段（9号线一期工程）。4月，6号线集美至同安段工程环境影响评价文件在厦门地铁官网进行公示，向公众征求意见。9月26日，厦门市公安交通管理局宣布拆除浔江北路跨线桥，并将在2022年10月1日24时至2025年12月31日管制部分路段，以进行6号线嘉庚体育馆站的施工。
2023年2月14日，厦门市轨道交通6号线孙厝站正式开始进行围挡施工。2024年11月3日，该站主体结构封顶。华侨大学—滨海西大道区间最先开始区间隧道盾构施工的是嘉庚体育馆——滨海西大道区间，剩下的区段盾构机均从孙厝站出发。2025年3月，嘉庚体育馆至滨海西大道区间完成双向盾构贯通。

### 漳州段工程
2019年1月18日，2019年漳州全市交通运输工作会议召开，会议作出了保障厦门轨道交通6号线漳州（角美）延伸段（下文简称6号线漳州段）与厦门段施工同步推进的指示。6月26日至28日，6号线漳州段初步设计专家评审会在漳州台商投资区召开，工程预计于该年第四季度开工。12月12日，6号线漳州段工程初步设计方案获得福建省发展和改革委员会批准。
2019年12月26日，6号线漳州段开工动员大会在漳州台商投资区举行，时任漳州市委书记邵玉龙宣布开工。6号线漳州段第一个单向洞通的隧道在文圃路站——角海路站区间，它在2021年10月28日洞通左线；第一个双向洞通的隧道则是在角江路站——龟山站区间。2021年11月2日，龟山站与文圃站先后完成了车站主体结构封顶，成为漳州段7座车站中最先完成该施工阶段的两座车站。6号线漳州段社头站与厦门段的林埭西站区间，则在2023年3月14日完成厦门部分的双线贯通，在同年9月7日完成漳州部分的双线贯通。2023年9月29日，6号线漳州段文圃路站-角海路站右线盾构区间盾构机顺利贯通，至此漳州段所有车站区间完成双线贯通。11月29日，6号线漳州段正线首件一般整体道床和首件道岔整体道床通过验收，进入铺轨阶段。2024年10月7日，6号线漳州段全部车站完成主体结构施工，角海路站至林埭西站区间完成铺轨工作。2025年3月24日，6号线漳州段在龙江明珠站铺下最后一根轨道，至此华侨大学站至龙江明珠站区间铺轨工作全部完成。
2022年12月30日，6号线设立在漳州段的社头车辆段综合楼主体结构顺利实现封顶，进入装修安装阶段。6号线漳州段的铺轨工作，亦在2023年6月25日的社头车辆段首件轨道通过验收后开始。2024年4月2日，6号线首列自动驾驶电客车顺利运抵该车辆段，并进行组装通电工作。
2025年8月14日，漳州台商投资区管委会社会事业管理局公布6号线漳州段各站的正式站名。

### 测试与运营
2024年12月底，6号线角美延伸段自角海路站开始，完成了限界检测、不带电运行（冷滑）和带电运行（热滑）试验。2025年1月20日至26日，厦门地铁发布6号线厦门段一期工程征名方案，向公众征求正式站名意见。3月初，完成热滑实验的车辆为8辆，下旬增加到10辆。3月20日，厦门市交通运输局确定6号线厦门段一期工程车站正式名称，该公告在24日由厦门市民政局起草，25日在网站公布。

## 车站

### 站名沿革
自2016年10月8日厦门轨道交通6号线规划批复，至2025年8月14日漳州段工程所涉及车站定名期间，部分车站名称有所变动，下表列出了产生名称变动的车站。
| 规划名       | 工程名       | 正式名称 |
| ------------ | ------------ | -------- |
| 龟山         | 龟山         | 角美中心 |
| 社头         | 社头         | 角美东   |
| 林埭站       | 林埭西站     | 一农站   |
| 林埭东站     | 林埭站       | 林埭站   |
| 马銮西站     | 马銮西站     | 鼎美站   |
| 陈井站       | 集美岛站     | 陈井站   |
| 西滨路口站   | 西滨路口站   | 西滨站   |
| 杏林西路站   | 杏林西路站   | 碑头站   |
| 明达站       | 杏滨站       | 杏滨站   |
| 董任西站     | 董任站       | 董任站   |
| 集美中心站   | 官任站       | 官任站   |
| 棕榈城站     | 集美创业园站 | 杏林湾站 |
| 滨海西大道站 | 滨海西大道站 | 凤林站   |

### 车站列表
此处不列出嘉庚体育馆-同翔高新城区间的车站，该区间的车站参见厦门轨道交通9号线。
| 厦门轨道交通6号线车站列表 |                     |                            |          |                |                          |            |          |
| 分期                      | 车站名称            | 英文名                     | 车站类型 | 与前站距（米） | 站点位置                 | 换乘线路   | 开通日期 |
| 漳州段                    |                     |                            |          |                |                          |            |          |
| 龙江明珠                  | Longjiang Mingzhu   | 地下二层岛式               |          | 龙海区         | 不適用                   | 预计2025年 |          |
| 石美                      | Shimei              | 地下二层岛式               |          | 龙海区         | 不適用                   | 预计2025年 |          |
| 角江路                    | Jiaojiang Rd        | 地下二层岛式               |          | 龙海区         | 不適用                   | 预计2025年 |          |
| 角美中心                  | Jiaomei Center      | 地下二层岛式               |          | 龙海区         | 不適用                   | 预计2025年 |          |
| 文圃路                    | Wenpu Rd            | 地下二层岛式               |          | 龙海区         | 不適用                   | 预计2025年 |          |
| 角海路                    | JiaoHai Rd          | 地下二层岛式               |          | 龙海区         | 不適用                   | 预计2025年 |          |
| 角美东                    | Jiaomei East        | 地下二层岛式               |          | 龙海区         | 不適用                   | 预计2025年 |          |
| 厦门段一期                |                     |                            |          |                |                          |            |          |
| 一农                      | First Farm          | 地下二层岛式               |          | 海沧区         | 不適用                   | 预计2025年 |          |
| 林埭                      | Lingdai             | 地下二层岛式               |          | 海沧区         | 不適用                   | 预计2025年 |          |
| 鼎美                      | Dingmei             | 地下二层 与2号线组成双岛式 |          | 海沧区         | █ 2号线                  | 预计2025年 |          |
| 马銮中心                  | Maluan Center       | 地下二层 与2号线组成双岛式 |          | 海沧区         | █ 2号线 █ 4号线 （规划） | 预计2025年 |          |
| 陈井                      | Chenjing            | 地下二层岛式               |          | 集美区         | 不適用                   | 预计2025年 |          |
| 西滨                      | Xibin               | 地下二层岛式               |          | 集美区         | 不適用                   | 预计2025年 |          |
| 碑头                      | Beitou              | 地下二层岛式               |          | 集美区         | 不適用                   | 预计2025年 |          |
| 杏滨                      | Xingbin             | 地下二层岛式               |          | 集美区         | 不適用                   | 预计2025年 |          |
| 内茂                      | Neimao              | 地下二层岛式               |          | 集美区         | 不適用                   | 预计2025年 |          |
| 董任                      | Dongren             | 地下二层岛式               |          | 集美区         | 不適用                   | 预计2025年 |          |
| 官任                      | Guanren             | 地下三层岛式               |          | 集美区         | █ 1号线                  | 预计2025年 |          |
| 杏林湾                    | Xinglinwan          | 地下二层岛式               |          | 集美区         | 不適用                   | 预计2025年 |          |
| 华侨大学                  | Huaqiao University  | 地下二层岛式               |          | 集美区         | 不適用                   | 预计2025年 |          |
| 孙厝                      | Suncuo              | 地下三层岛式               |          | 集美区         | 不適用                   | 预计2027年 |          |
| 嘉庚体育馆                | Tan Kan Kee Stadium | 地下二层岛式               |          | 集美区         | █ 9号线                  | 预计2027年 |          |
| 凤林                      | Fenglin             | 地下二层岛式               |          | 集美区         | 不適用                   | 预计2027年 |          |

## 车辆
在初期规划中，厦门轨道交通6号线车辆采用6节编组B型车。不过到了2022年的规划中调整为4节编组B型车，远期计划采用6B编组。首批客车由中车长春轨道客车股份有限公司制造，制动采用全电制动方式，额定载客人数826人。车体采用铝合金鼓形车体，外观造型设计取白鹭展翅之姿、融水仙绽放之韵，内装设计融入三角梅花艺造型。由于车辆采用自动列车运行第四级，乘客可在确保安全的前提下，以驾驶员视角观看列车运行。车内配备43寸动态显示地图、无线充电装置及USB充电口等设施。

## 附属设施

### 车辆基地
厦门轨道交通6号线一期工程与漳州（角美）延伸段计划设社头车辆段、滨海停车场两座车辆基地。社头车辆段承担全线的定修任务以及配属列车的周月检和运用维修任务，车辆的大修和架修任务则由厦门轨道交通1号线厦门北车辆基地承担。

### 主变电所
6号线在角美延伸段原计划设社头主变电所一座，实际建设时改为官岭主变电所一座。

### 控制中心
6号线与其他线路共用位于园博苑附近的厦门轨道交通控制中心，备用的控制中心设立在社头车辆段中。

## 未来发展

### 通过嘉庚大桥
2025年4月8日，厦门市生态环境局公示了嘉庚大桥（规划称厦门跨东海域通道）环境影响评价文件受理情况，厦门轨道交通6号线未来将使用嘉庚大桥下层的铁路桥，从同安后田村跨越同安湾至翔安下许村。5月20日，嘉庚大桥工程可行性研究报告通过审批。

### 南安延伸段
厦门轨道交通6号线计划在到达翔安区与泉州南安市的交界处后，进入南安市境内。在2025年4月泉州市轨道交通集团有限公司公布的厦漳泉城际铁路R1线可行性研究报告中，6号线与R1线在石井、水头两站相交。